# قلعه ثمورخان
قلعه ثَمورخان (گویش محلی: قلا سماخون) روستایی است در شهرستان بروجرد در استان لرستان. این روستا در دهستان والانجرد در بخش مرکزی این شهرستان قرار دارد. قلعه ثمورخان در منطقه کوهستانی گردنه هیراب قرار گرفته و بزرگراه بروجرد-اراک از کنار آن عبور می کند.
این روستا در ۸ هزار گزی شمال غربی بروجرد و ۹ هزار گزی شمال شوسهٔ بروجرد واقع شده‌است و موقعیت جغرافیایی آن جلگه و هوای آن سردسیر است و آب آن از قنات و محصول آن غلات و شغل اهالی زراعت است.

## جمعیت
بنابر سرشماری مرکز آمار ایران، جمعیت قلعه ثمورخان در سال ۱۳۸۵، برابر با ۱۸۵ نفر بوده‌است که از این میان ۹۶ نفر مرد و بقیه زن بوده‌اند. این روستا ۴۶ خانوار جمعیت دارد.